# Ellenborough
Ellenborough – dzielnica w Maryport, w Anglii, w Kumbrii, w dystrykcie (unitary authority) Cumberland. W 2011 dzielnica liczyła 3810 mieszkańców.